# Packard 180
La 180 è un'autovettura costruita dalla Packard dal 1940 al 1942.

## Contesto
È stata introdotta dalla Casa automobilistica di Detroit per sostituire la Twelve (che è stato l'ultimo modello Packard con motore V12) al top della gamma offerta.

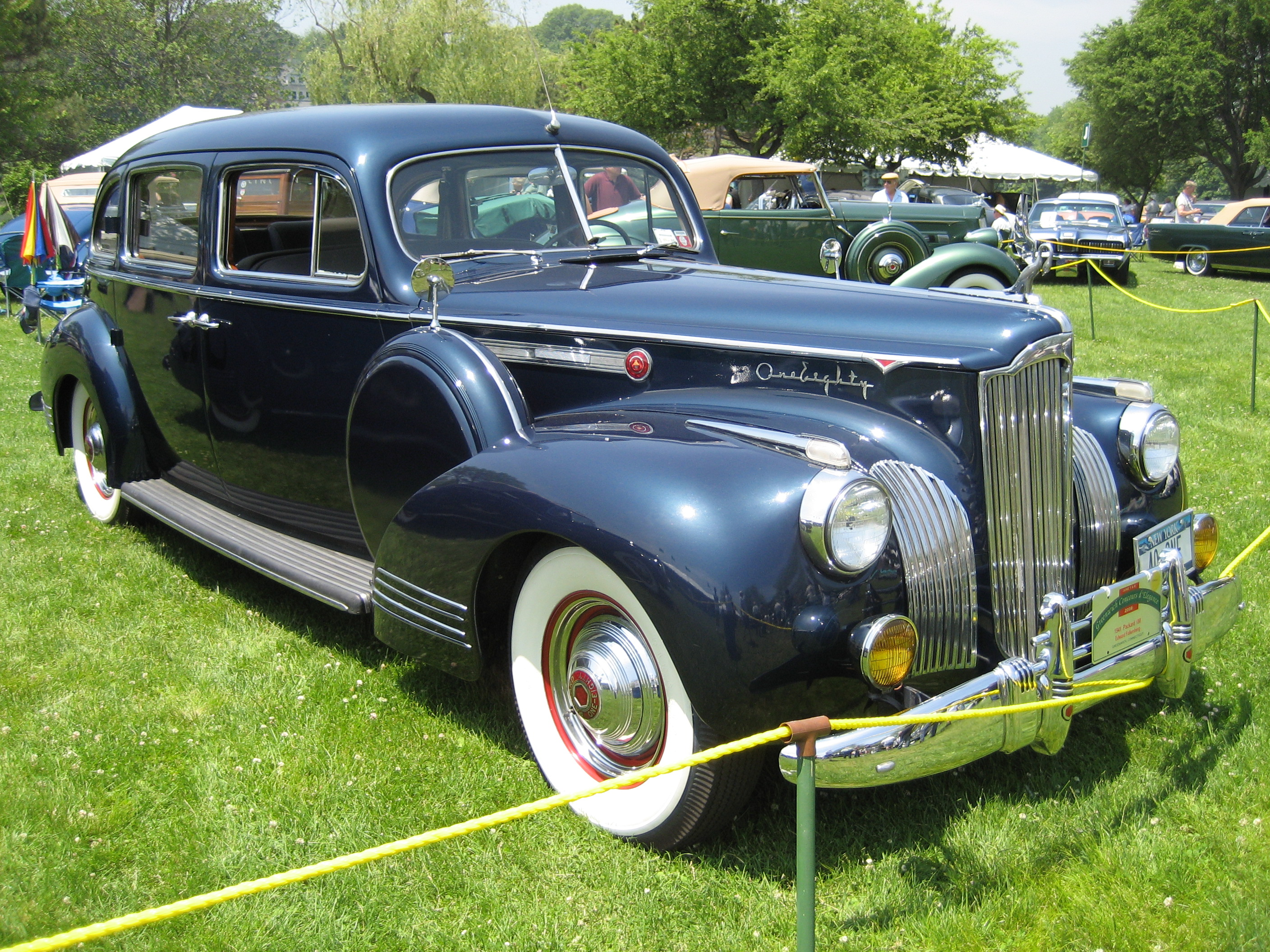
Vista anteriore della versione del 1941

La 180 montava un propulsore ad otto cilindri in linea da 5830 cm³ di cilindrata che sviluppava 160 CV di potenza. Era il più potente motore ad otto cilindri offerto nel 1940 su un'autovettura; la Cadillac, ad esempio, utilizzava un propulsore V8 da 5671 cm³ che erogava 150 CV. La Packard utilizzava questo nuovo motore anche per la 160, modello che si collocava a metà della gamma offerta.
Nel 1940 tutte le Packard commercializzate (la 110, la 120, la 160 e la 180) avevano la linea del corpo vettura simile. Questa standardizzazione avrebbe portato, poco più tardi, ad un abbassamento del target di quello che una volta era un esclusivo marchio di lusso. La 180 possedeva comunque un allestimento interno di prestigio, con dettagli raffinati ed una realizzazione curata.
Nel 1941 e nel 1942 vennero applicati cambiamenti di secondaria importanza; esteticamente la differenza più evidente fu lo spostamento dei fari anteriori più all'esterno della calandra, posizionandoli sui parafanghi.
L'ultima 180 uscì dagli stabilimenti della Packard nel febbraio del 1942. Infatti, a causa della seconda guerra mondiale le linee di montaggio furono convertite nella produzione bellica. Ci furono voci riguardo al fatto che le linee produttive sarebbero state trasferite in Unione Sovietica per la fabbricazione, fino al 1959, della ZIS-110, ma negli archivi Packard non sono presenti prove. Inoltre la ZIS-110 non condivideva alcun lamierato con nessun'altra Packard, sebbene le sue caratteristiche esteriori richiamavano parecchio i modelli prebellici della Casa automobilistica di Detroit, e ciò fu favorito da Stalin.
La 180 ebbe un primato: fu la prima autovettura al mondo a montare gli alzacristalli elettrici.